# Glomera fransseniana
Glomera fransseniana är en orkidéart som beskrevs av Johannes Jacobus Smith. Glomera fransseniana ingår i släktet Glomera och familjen orkidéer. Inga underarter finns listade i Catalogue of Life.